# シャーリー・ダグラス
シャーリー・ダグラス（Shirley Douglas、1934年4月2日 - 2020年4月5日）は、カナダの女優。
2020年4月5日、肺炎の合併症のため死去、86歳。息子のキーファー・サザーランドによれば、2019新型コロナウイルスによるものではないとされる。

## 出演作品
- 9.11 アメリカ同時多発テロ 最後の真実
- 美しき家政婦/ウーマン・ウォンテッド
- ジョージアの風
- ハット・スクワッド 帽子の騎士たち（キティ・ラグランド）